# Helvetic Airways
Helvetic Airways – szwajcarskie linie lotnicze z siedzibą w Zurychu.
Obsługują połączenia do kurortów wakacyjnych państw regionu Afryki Północnej i Europy. Głównym hubem jest port lotniczy Zurych-Kloten. Część samolotów w ramach leasingu realizuje połączenia dla przewoźników grupy Lufthansy. 

## Flota
Według stanu na listopad 2024 flota Helvetic Airways składała się z 22 samolotów o średnim wieku 8,5 lat:
| Samolot         | Samolot | Samolot   | Liczba miejsc | Liczba miejsc | Uwagi                                       |
| Model           | Aktywne | Zamówione | E             | Łącznie       | Uwagi                                       |
| --------------- | ------- | --------- | ------------- | ------------- | ------------------------------------------- |
| Embraer E190    | 6       | -         | 112           | 112           | Operacje prowadzone dla Swiss International |
| Embraer E190-E2 | 8       | -         | 110           | 110           |                                             |
| Embraer E195    | 4       | -         | 122           | 122           |                                             |
| Embraer E195-E2 | 4       | -         | 134           | 134           |                                             |
| Łącznie         | 22      | 0         |               |               |                                             |

## Porty docelowe

### Afryka
- Tunezja
  - Monastyr (Port lotniczy Monastyr)

### Europa
- Hiszpania
  - Alicante (Port lotniczy Alicante-Elche)
  - Walencja (Port lotniczy Walencja)
- Macedonia Północna
  - Ochryda (Port lotniczy Ochryda)
- Portugalia
  - Faro (Port lotniczy Faro)
- Szwajcaria
  - Genewa (Port lotniczy Genewa-Cointrin)
  - Zurych (Port lotniczy Zurych-Kloten)
- Szwecja
  - Sztokholm (Port lotniczy Sztokholm-Arlanda)
- Węgry
  - Balaton (Port lotniczy Sármellék)
  - Budapeszt (Port lotniczy Budapest Liszt Ferenc)
- Wielka Brytania
  - Manchester (Port lotniczy Manchester)
  - Londyn (Port lotniczy Londyn-City)
- Włochy
  - Brindisi (Port lotniczy Brindisi)
  - Cagliari (Port lotniczy Cagliari-Elmas)
  - Katania (Port lotniczy Katania-Fontanarossa)
  - Lamezia Terme (Port lotniczy Lamezia Terme)
  - Palermo (Port lotniczy Palermo)